# Paratlepolemoides
Paratlepolemoides is een kevergeslacht uit de familie van de boktorren (Cerambycidae). De wetenschappelijke naam van het geslacht werd voor het eerst geldig gepubliceerd in 1962 door Breuning.

## Soorten
Paratlepolemoides is monotypisch en omvat slechts de volgende soort:
- Paratlepolemoides spiniscapus (Hunt & Breuning, 1959)